# Crocifissione (Carlo Crivelli)
La Crocifissione  è un dipinto a tempera e oro su tavola (218x75 cm) di Carlo Crivelli, databile al 1485 circa e conservato nella Pinacoteca di Brera di Milano. 

## Storia
L'opera entrò in Brera nel 1811 con le spoliazioni napoleoniche, proveniente dal Duomo di Camerino. Arrivato assieme alla Madonna della Candeletta, con misure compatibili e un'analoga impostazione prospettica, venne ritenuto a lungo un possibile scomparto dello smembrato Polittico del Duomo di Camerino. 
In realtà le indagini più recenti hanno accantonato questa ipotesi, sia verificando gli inventari dell'epoca dell'ingresso in pinacoteca, che per la Madonna registrano misure diverse (e quindi legate magari a una cornice scomparsa), sia per le differenze di sfondo e infine per una diversa stesura pittorica.

## Descrizione e stile
L'artista, nella sua Crocifissione, accentuò in maniera astratta la tipica suddivisione terra/cielo di questo tema pittorico, proiettando il Cristo per metà in un paesaggio e per metà in un astratto fondo oro su cui sono incisi gli astri del sole e della luna. Ai piedi della Croce si trovano le due figure dolenti di san Giovanni apostolo e Maria, in lacrime. Il paesaggio rivela un fantasioso castello, boschetti e colline che si perdono a vista d'occhio, sfumate in lontananza. 
La croce è adattata in prospettiva per essere vista dal basso, come dimostrano le assi di cui si vede il bordo inferiore e la proiezione del soppedaneo. All'espressività dei dolenti e dei corpo di Cristo sofferente e a dettagli di grande realismo, come il teschio di Adamo ai piedi del Golgota, Crivelli, non potendo operare con al solito su tessuti sfarzosi e gioielli brillanti, contrappose un paesaggio fiabesco e un'altissima qualità di tutto ciò su cui l'occhio si può posare; dalle nervature del legno al terreno secco punteggiato di arbusti. Non mancano elementi simbolici, come gli alberi ora secchi, ora verdi, simbolo della rinascita terrestre dopo il sacrificio divino.